# Jelena Danilova
Jelena Danilova, född den 17 juni 1987 i Voronezj, är en rysk fotbollsspelare (anfallare) som spelar för klubben Ryazan-VDV.
Danilova var en del av det landslag som representerade Ryssland i EM i Nederländerna år 2017. Hon blev målskytt i lagets inledande match mot Italien, när hon med ett distansskott sköt 1-0 i matchen som sedan slutade med rysk vinst 2-1. I kvalet till turneringen gjorde hon totalt två mål på två matcher.